# Chrysso arima
Chrysso arima là một loài nhện trong họ Theridiidae.
Loài này thuộc chi Chrysso. Chrysso arima được Herbert Walter Levi miêu tả năm 1962.